# Miladin Lazić
Miladin Lazić (* 18. Juli 1955) ist ein ehemaliger jugoslawischer Fußballspieler.

## Karriere
Miladin Lazić spielte beim FK Rad Belgrad, bevor er nach Deutschland wechselte. In Deutschland spielte er in der Bundesliga für den Karlsruher SC, in der 2. Bundesliga bei der SG Union Solingen und für den MSV Duisburg.